# راشيل بنهام
راشيل بنهام (بالإنجليزية: Rachel Banham)‏ مواليد 15 يوليو 1993، هي لاعبة كرة سلة أمريكية. بدأت مسيرتها الاحترافية في سنة 2016. تم اختيارها من قبل فريق كونيتيكت صن خلال الدرافت. تلعب مع كونيتيكت صن في دوري الاتحاد الوطني لكرة السلة النسائية كلاعب هجوم خلفي. وتحمل الرقم 1. يبلغ طولها 5 قدم 9 بوصة (1.8 م).

## روابط خارجية
- راشيل بنهام على موقع الاتحاد الوطني لكرة السلة النسائية (الإنجليزية)
- راشيل بنهام على موقع كرة السلة الأوروبية.كوم (الإنجليزية)
- راشيل بنهام على موقع كلية كرة السلة في سبورتس رفرنس.كوم (الإنجليزية)
- راشيل بنهام على موقع بروبوليرز (الإنجليزية)
- راشيل بنهام على موقع سبورتس رفرنس (الإنجليزية)